# アスコルド

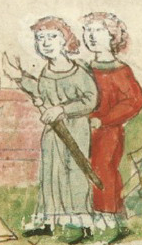
アスコルドとジール

アスコルド、オスコルド（古ルーシ語:Асколдъ、Осколд、? - 882年）、キエフ公国の半伝説的な公（在位：862年? - 882年）。ジールと共にキエフを支配していた。『原初年代記』によれば、リューリクの部下。現代の歴史学研究では、キエフの現地の公朝の代表の一人であったとされている。

## 概要
ルーシの記録によると、862年、ノヴゴロドを支配していたヴァリャーグのリューリクは、自分の部下、アスコルドとジールを南方に遣わした。その二人はドニプロ川を下り途中、キエフを発見してそこを治めるようになったと記されている。866年。アスコルドとジールの軍勢はコンスタンティノポリスを襲って惨敗を喫した。当時のギリシア側の記録には、ルーシ族の兵士は命と引き換えに洗礼を受けたとある。
882年、リューリクの上意に従ったオレグというヴァリャーグの長は兵を率いてキエフへ向かい、アスコルドとジールを欺いて殺害し、キエフに都を構えた。